# گورستان هفتاد ملا

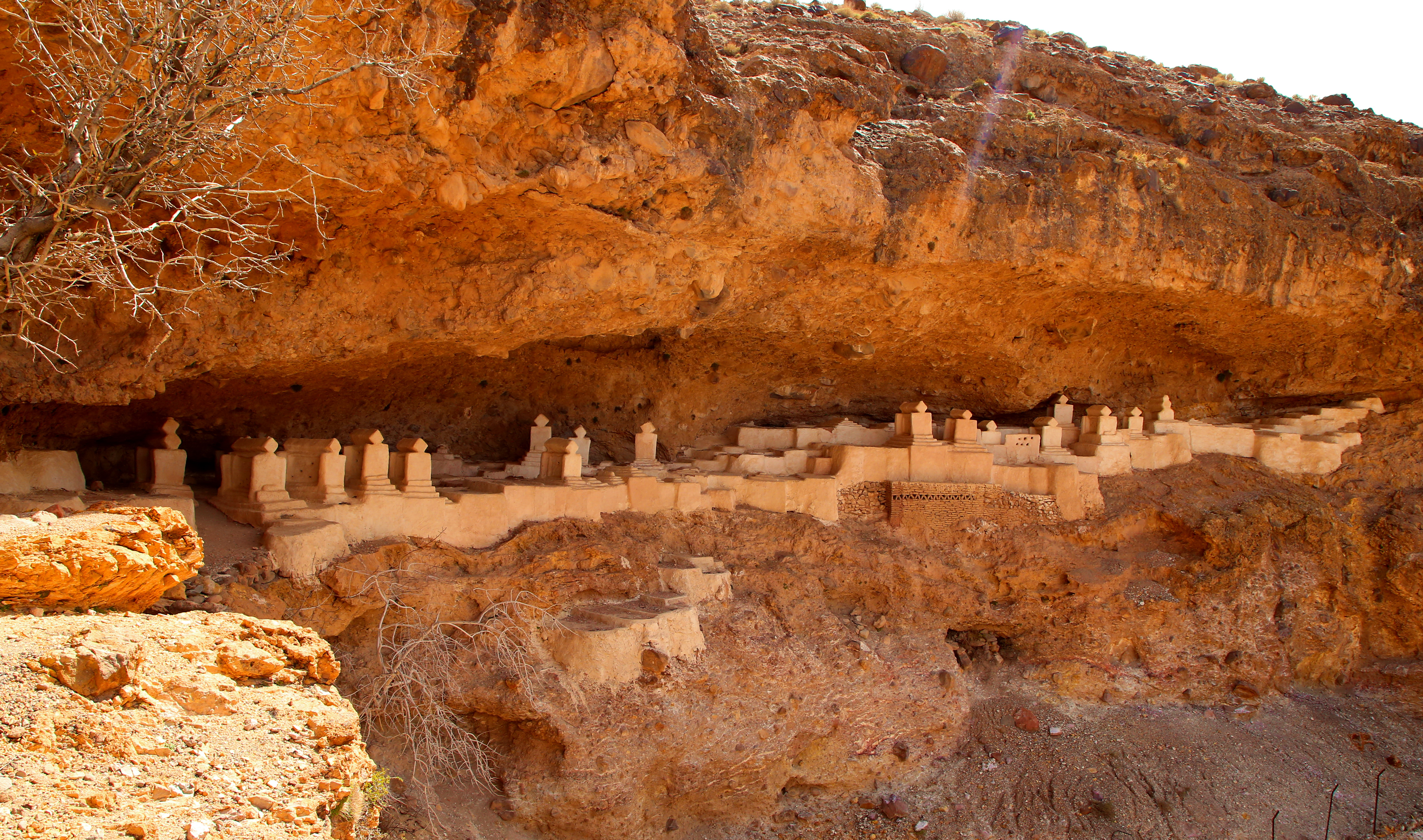
نمایی از گورستان تاریخی هفتاد مُلّا در میرجاوه - ۲۰۱۹

گورستان تاریخی هفتادمُلّا که شاهکار معماری اسلامی به حساب آمده و از تاریخ بلوچستان پس از اسلام به جای مانده‌است. در روستای روپس بالا از توابع بخش لادیز در شهرستان میرجاوه قرار دارد. این گورستان به‌خاطر سبک خاص معماری و قرارگرفتن در دل غار، در طول سالیانِ سال از برف، باران، طوفان و حتی نور خورشید نیز در امان بوده‌است. عمر تقریبی این اثر به  ۱۰۰۰ سال می‌رسد
برخی از اشخاص این قبور .  در جنگ با مغولان کشته شدند
علّت نام‌گذاری آن مربوط به هفتاد شیخ از نوادگان شیخ بلانوش می باشد .طبقه گفته اجداد طایفه مرادزهی این گورستان متعلق به نوادگان شیخ بلانوش میباشد اسامی قبور شیخ کریمداد پدربزرگ مراد (مرادزهی) تا شیخ میر عالی فرزند شیخ بلانوش می باشد و مقبره شیخ بلانوش در شهر چاغی می باشد
- برای سفر به این گورستان از مبدا خاش، دو راه وجود دارد. راه اوّل که از مسیر خاش—کلچات—کوشه—گُدار می‌گذرد و حدود ۶۰ کیلومتر طول دارد و به‌دلیل خاکی‌بودن، مخصوص خودروهای آفرود است و راه دوم که از مسیر خاش—کولکو—سنگان—تمین—جش می‌گذرد و آسفالته بوده و مناسب هر خودرویی بوده و حدود ۱۱۰ کیلومتر طول دارد.

اثر تاریخی گورستان هفتادمُلّا در تاریخ ۱۸ اردیبهشت ۱۳۸۰ با شمارهٔ ثبت ۳۸۲۶ به‌عنوان یکی از آثار ملی ایران به ثبت رسیده‌است.